# 魏自滋
魏自滋（？—？），號大來，广西桂林府临桂县人。明朝政治人物。

## 生平
天啓元年（1621年）辛酉科广西鄉試舉人，二年（1622年）壬戌科進士。未任官。县有“联捷坊”在武胜门外，为魏自滋、王启元、张茂梧、龙文光、盛兴唐立，皆以天啓辛酉、壬戌登第，崇祯二年张茂梧立，今废。